# Sono
Sono. Canto propio de la Liturgia hispánica que se cantaba en las inciensaciones. Es un canto responsorial muy adornado. A veces termina con un Alleluia seguido de un larguísimo Iubilus.